# Achaearanea wau
Achaearanea wau är en spindelart som beskrevs av Levi, Lubin och Robinson 1982. Achaearanea wau ingår i släktet Achaearanea och familjen klotspindlar. Inga underarter finns listade i Catalogue of Life.